# پژوهش در زمینه ناهنجاری‌های مادرزادی
پژوهش در زمینه ناهنجاری‌های مادرزادی (انگلیسی: Birth Defects Research) یک ژورنال دانشگاهی با داوری همتا در زمینهٔ ناهنجاری‌های مادرزادی که از سوی «انجمن پژوهش و پیشگیری از نقص مادرزادی» و توسط شرکت انتشاراتی جان وایلی و پسران منتشر می‌شود. «انجمن پژوهش و پیشگیری از نقص مادرزادی» در سال ۱۹۶۰ به نام اولیهٔ «انجمن تراتولوژی» بنیان نهاده شد. این نشریه هم‌اکنون در فصل ۱۱۱ از چاپ خود قرار دارد و ویراستارش «میشل فکمانس» است.
این نشریه در سال ۱۹۶۸ با نام «تراتولوژی» منتشر شد که از سال ۱۹۶۸ تا ۱۹۷۱ به صورت فصلی، از سال ۱۹۷۲ تا ۱۹۸۷ هر دو ماه یکبار و از سال ۱۹۸۸ به بعد، به صورت ماهانه منتشر می‌شد. این ژورنال، نشریهٔ رسمی «انجمن پژوهش و پیشگیری از نقص مادرزادی» است.
بر اساس گزارش‌های استنادی مجلات، ضریب تأثیر این مجله در سال ۲۰۲۰ برابر با ۲٫۳۴۴ بود.